# Icelo Marciano

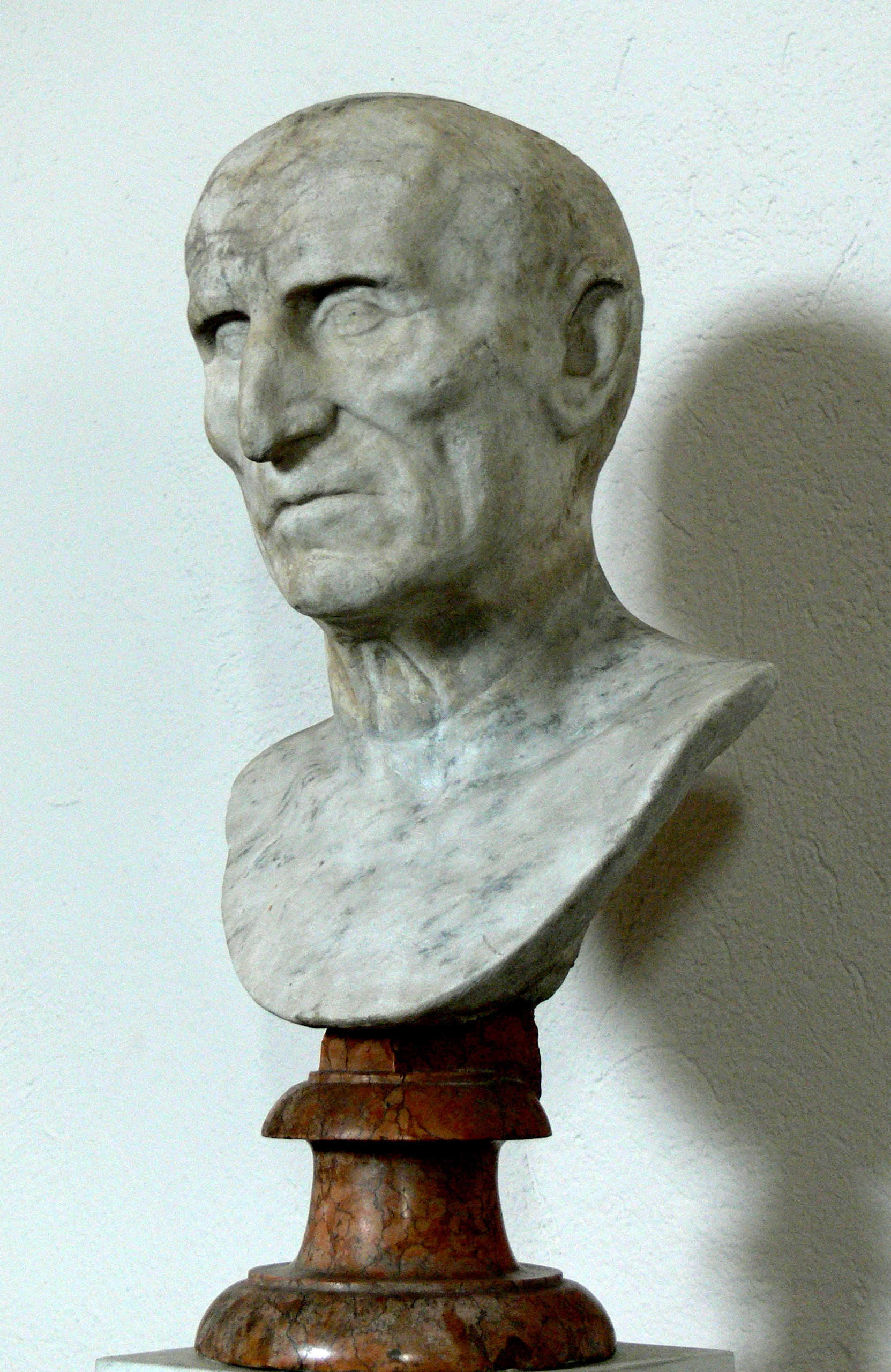
Busto di Galba (Museo delle Antichità del Palazzo Reale, Stoccolma)

Icelo Marciano (in latino Icelus Marcianus; ... – 69) è stato un politico romano, liberto dell'imperatore Galba.

## Biografia
Icelo era di umili origini e diventò prima uno schiavo e poi un liberto del nobile romano Servio Sulpicio Galba; lo storico romano Svetonio ci riporta anche che i due erano amanti.
Nel 68 Galba, che si trovava in Hispania, si rivoltò contro l'imperatore Nerone e Icelo venne imprigionato appena giunse la notizia a Roma; il liberto venne poi liberato subito prima della morte di Nerone (avvenuta il 9 giugno) e riportò la notizia dell'acclamazione di Galba a imperatore in Hispania. Galba venne quindi acclamato imperatore e Icelo diventò, insieme a Tito Vinio e Cornelio Lacone, uno dei suoi principali consiglieri; al liberto venne dato lo status di eques (cavaliere) e il nome aggiuntivo di Marciano.
Nel 69, l'anno dei quattro imperatori, Icelo, insieme a Lacone, osteggiò l'adozione del nobile Marco Salvio Otone, molto amico di Vinio e che comunque venne scartato da Galba poiché era stato troppo vicino a Nerone. Durante il breve principato di Galba, secondo quanto affermato da Otone, Icelo si arricchì molto in maniera illegittima. Quando Otone si rivoltò contro Galba (15 gennaio), Lacone e Icelo suggerirono all'imperatore di affrontare il nemico; Galba fu tuttavia ucciso e Icelo fu giustiziato pubblicamente.